# Bombardier CRJ100/200
El Bombardier CRJ100 y CRJ200 (Actualmente CRJ Series) son una familia de aviones regionales fabricados por Bombardier Aerospace y propiedad de Mitsubishi, y desarrollados a partir del reactor ejecutivo Canadair Challenger. Sin embargo, aún no se ha realizado un cambio oficial de nombre. «Nuestro nombre de producto no ha cambiado. Estos siguen siendo aviones de la serie CRJ», dijo a aeroTELEGRAPH una portavoz de Mitsubishi. En el sitio web de la nueva subsidiaria canadiense MHI RJ Aviation Group, los aviones simplemente aparecen como CRJ. Aún no está claro si el cambio se realizará en una fecha posterior. En Lufthansa, el nombre del propietario anterior Bombardier no aparece en absoluto al hacer la reserva. El nombre del tipo de avión simplemente dice: Canadair RJ 900.

## Desarrollo

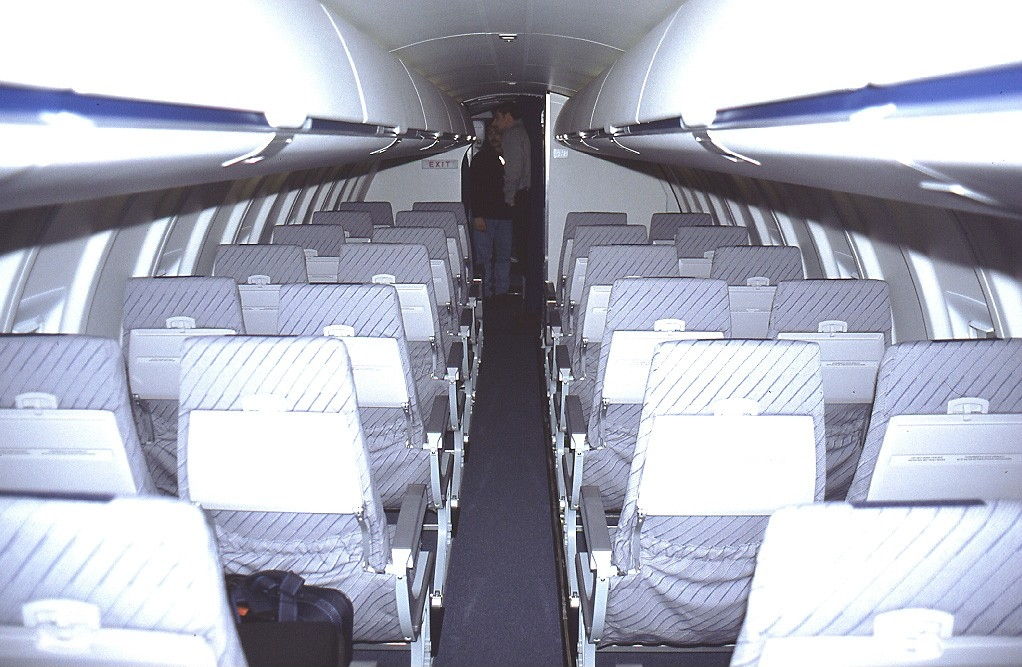
Cabina económica de un CRJ-200ER (ejemplo Eurowings).

El avión está basado en el diseño del Canadair Challenger, que fue adquirido por Canadair a Learjet en 1976.
El fuselaje ancho del Challenger pronto sugirió a los directivos de Canadair que sería factible ampliar el avión para colocar más asientos, y hubo una planificación de diseño del Challenger 610E, que podría acomodar a 24 pasajeros. Este alargamiento no se llegó a producir, y el programa fue cancelado en 1981, aunque la idea no desapareció.
En 1987, comenzaron los estudios de una configuración más amplia, aunque siendo mucho más ambiciosos que la última vez, poniendo la primera piedra del anuncio formal del Canadair Regional Jet en la primavera de 1989. El nombre "Canadair" procede del hecho de que Bombardier había comprado la compañía. La primera de las tres máquinas desarrolladas para el CRJ100 inicial efectuó su primer vuelo el 10 de mayo de 1991, aunque uno de los prototipos fue perdido en una caída en barrena en julio de 1993. El avión obtuvo su certificación a finales de 1992, con la primera entrega a finales de ese mismo año.

### CRJ100

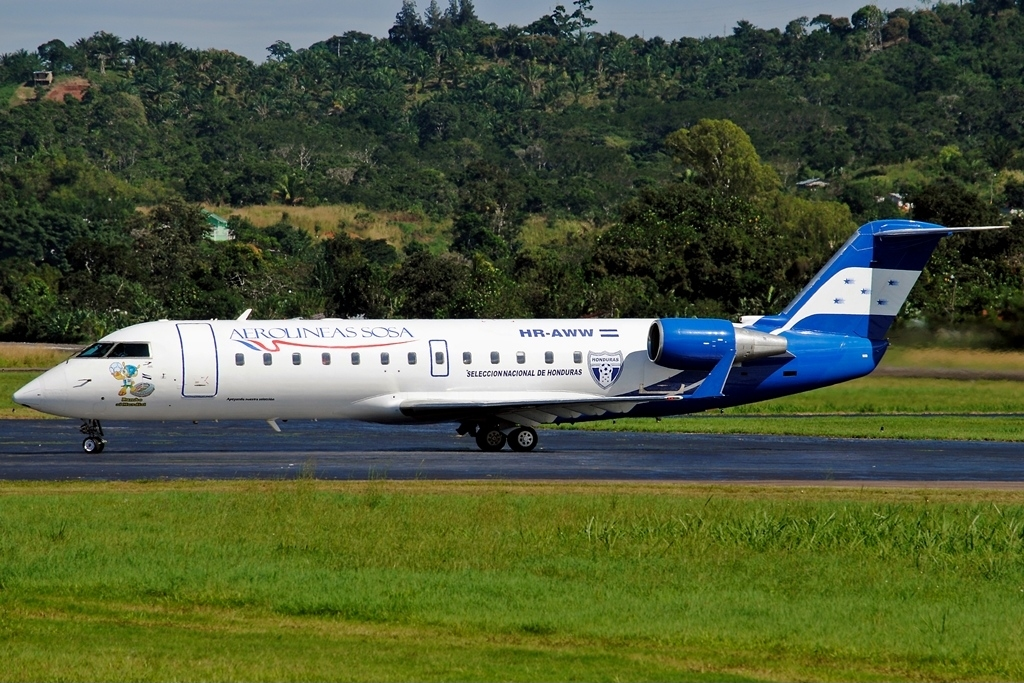
CRJ-100ER de Aerolíneas Sosa

El CRJ100 fue una ampliación en 5,92 metros del Challenger 600 con anclajes por delante y detrás de las alas, dos salidas de emergencia adicionales, además de unas alas reforzadas y modificadas. La configuración típica de asientos es de cincuenta plazas, y la configuración máxima es de 52 plazas. El CRJ100 posee una aviónica Collins ProLine 4, radar meteorológico Collins, motores turbofán GE CF34-3A1 con 41 kN de empuje, nuevas alas con ampliación de envergadura, más capacidad de combustible, y un tren de aterrizaje mejorado para soportar los mayores pesos. Fue sucedido por el CRJ100ER; una subvariante con un 20% más de alcance, y la subvariante CRJ100LR con un 40% más de alcance que el CRJ100 estándar.

### CRJ200

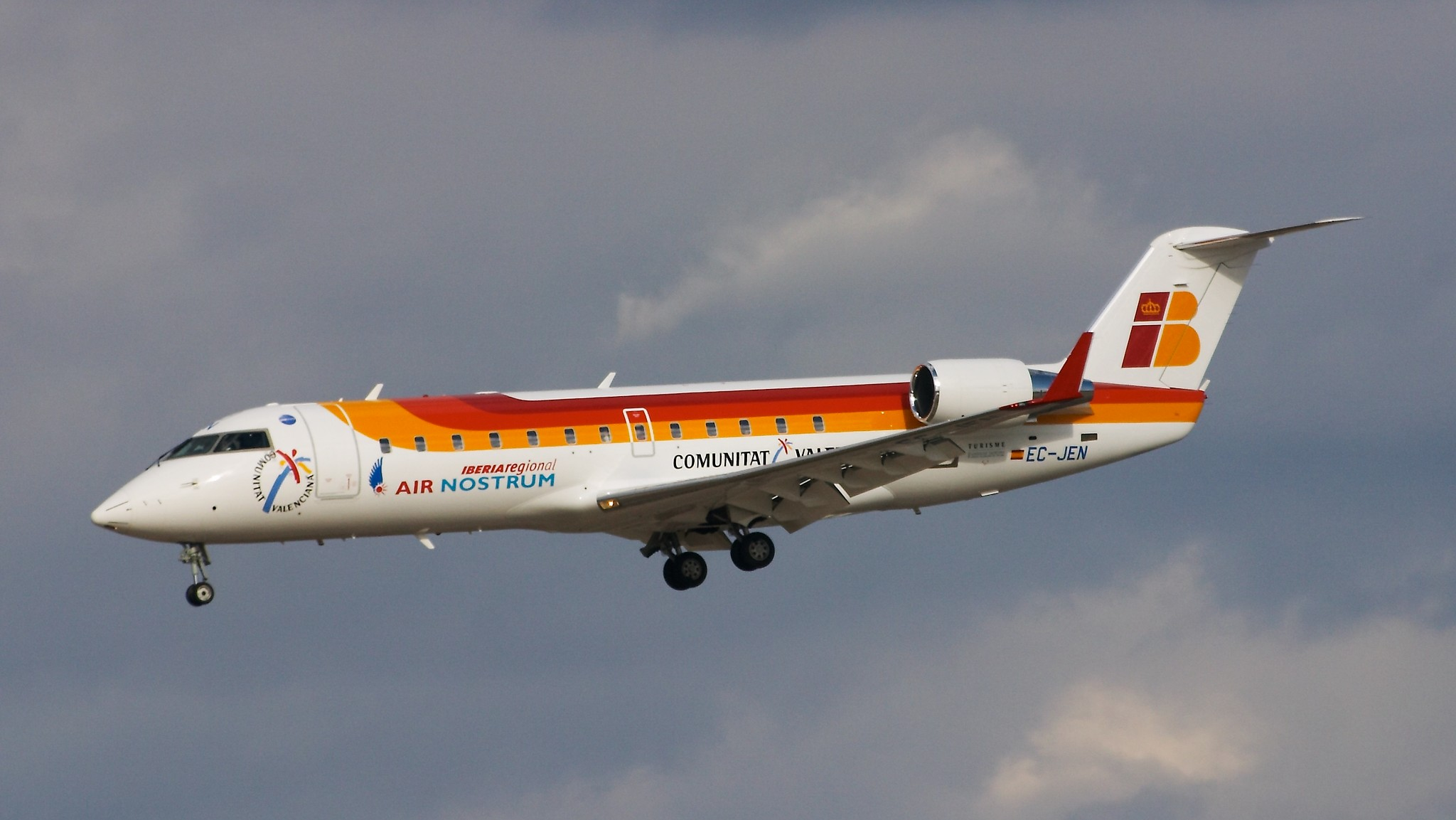
CRJ200ER de Air Nostrum.

El CRJ200 es idéntico al 100 excepto por contar con unos motores más eficientes.
Pinnacle Airlines ha operado algunos con 44 plazas con armarios en la parte delantera de la cabina aunque posteriormente fueron convertidos en aviones de cincuenta plazas. Estas modificaciones fueron efectuadas para posibilitar las operaciones bajo el contrato de "cláusura de alcance" con la aerolínea principal que restringe las operaciones bajo la marca de la matriz a equipos de cincuenta o más asientos. De manera parecida, la flota de Comair compuesta de CRJ200 de cuarenta plazas fue vendida a un precio rebajado para adquirir los más baratos y pequeños Embraer 135.
En agosto de 2006 un total de 938 CRJ100 y CRJ200 (todas las variantes) están en servicio activo, con ocho más pendientes de entrega. Los principales operadores son Comair (143), Pinnacle Airlines (121), SkyWest Airlines (136), Atlantic Southeast Airlines (110), Air Wisconsin (70), ALMA de México (22), Air Canada Jazz (58), Mesa Airlines (60), Lufthansa CityLine (26), Air Nostrum (31), PSA Airlines (35), Republic Airways Holdings (20), Mesaba Airlines (19), Amaszonas (11). Otras dieciocho compañías también cuentan con una flota reducida de aviones de este tipo.

## Componentes del CRJ200
Estados Unidos

### Electrónica

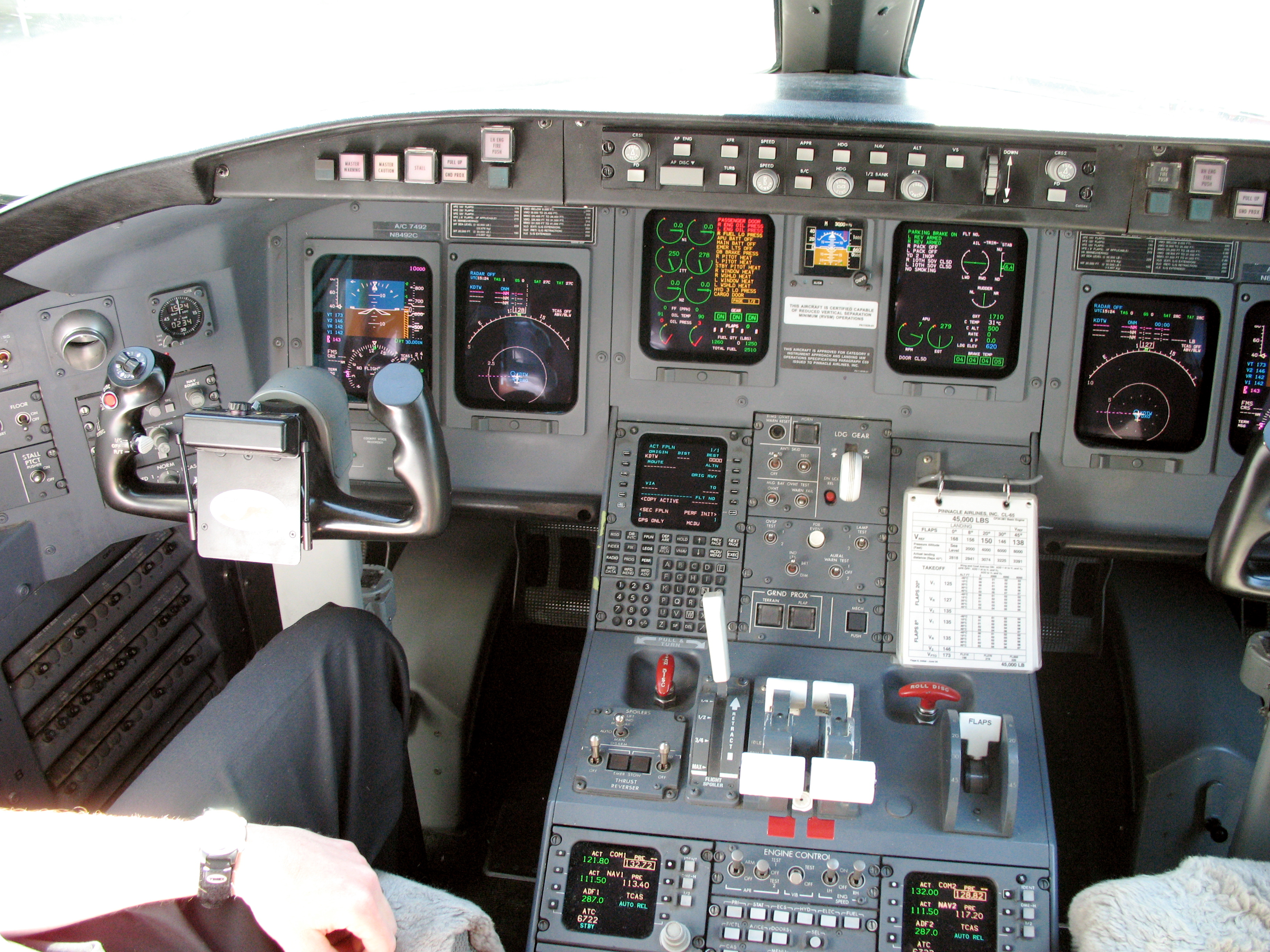
Cabina de vuelo de un CRJ.

| Sistema               | País                      | Fabricante | Notas      |
| --------------------- | ------------------------- | ---------- | ---------- |
| Red de datos          |                           |            | ARINC 429  |
| Sensores AoA          |                           |            | 2          |
| TAWS                  | Bandera de Estados Unidos | Honeywell  | EGPWS      |
| RAAS (opción)         | Bandera de Estados Unidos | Honeywell  | EGPWS      |
| SmartLanding (opción) | Bandera de Estados Unidos | Honeywell  | EGPWS MK V |
| SmartRunway (opción)  | Bandera de Estados Unidos | Honeywell  | EGPWS MK V |

### Propulsión
| Sistema | País                      | Fabricante       | Notas      |
| ------- | ------------------------- | ---------------- | ---------- |
| Motor   | Bandera de Estados Unidos | General Electric | 2 × CF34-3 |

## Variantes

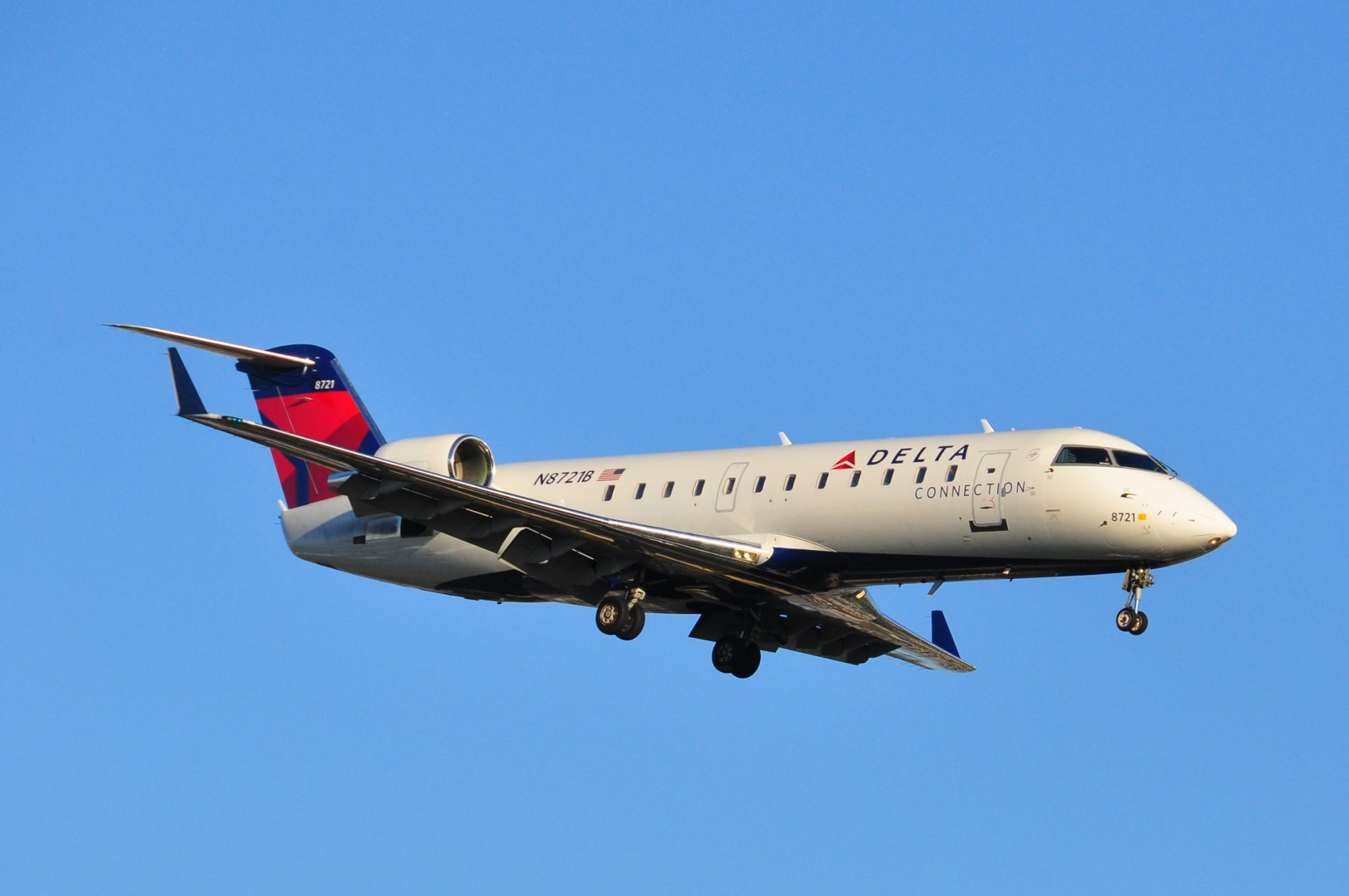
Un Bombardier CRJ-440 de Delta Connection

Se han producido varios modelos del CRJ, que comprenden de 40 a 86 plazass. La designación Regional Jet es el nombre comercial, ya que el nombre oficial es CL-600-2B19.
CRJ100El CRJ100 es la versión original de cincuenta asientos. Está equipado con motores General Electric CF34-3A1. Los operadores incluyen a Air Canada Jazz, Comair y más.
CRJ200El CRJ200 es idéntico al CRJ100 excepto por sus motores, que fueron mejorados al modelo CF34-3B1, ofreciendo una eficiencia de combustible mejorada.
Bombardier Challenger 850|Challenger 800/850Una variante ejecutiva derivada del CRJ200

## Despojo
A partir de noviembre de 2018, luego de las decisiones de Bombardier de vender CSeries a Airbus y la Serie Q a Viking Air, la compañía estaba buscando "opciones estratégicas" para devolver la rentabilidad del CRJ. Los analistas sospecharon que podría decidir abandonar el mercado de aviones comerciales por completo y volver a centrarse en los aviones ejecutivos.
El 25 de junio de 2019, se anunció un acuerdo para vender el programa CRJ a Mitsubishi Heavy Industries, la empresa matriz de Mitsubishi Aircraft Corporation que desarrolla el SpaceJet. Mitsubishi tenía un interés histórico en el programa CRJ, habiendo descubierto opciones de riesgo compartido con Bombardier, y en un momento se esperaba que participaran en la empresa durante la década de 1990. Bombardier ha dejado de aceptar nuevas ventas; la producción del CRJ continuará en Mirabel hasta que se complete la cartera de pedidos actual, y se esperan entregas finales en la segunda mitad de 2020. El acuerdo es incluir el certificado de tipo para la serie CRJ; Bombardier está trabajando con Transport Canada para separar el certificado CRJ del Challenger. El cierre del acuerdo se confirmó el 1 de junio de 2020, con las actividades de servicio y soporte de Bombardier transferidas a una nueva compañía con sede en Montreal, MHI RJ Aviation Group.
La familia CRJ ahora se conoce como Mitsubishi CRJ, ya que Mitsubishi Heavy Industries se ha hecho cargo oficialmente del programa CRJ a partir de hoy.
De ahora en adelante, MHI es responsable del marketing, ventas, mantenimiento, desarrollo, etc. de la familia de aviones CRJ.  El certificado de tipo ahora también está en manos de Mitsubishi.
Con la adquisición del avión, Mitsubishi de Japón ha creado una nueva entidad corporativa para llevar a cabo el proyecto, llamada MHI RJ Aviation.  El lunes por la mañana, MHI RJ tomó el control del Canadair Regional Jet de Bombardier y la presencia en línea del CRJ (incluidos los canales de medios sociales) ha cambiado de nombre.
Nota: Flightradar24 se equivocó al cambiar de nombre Mitsubishi CRJ y que Mitsubishi ha confirmado su equivocación y según la página web MHI RJ Aviation se refiere simplemente como CRJ Series.

## Operadores

### Operadores Actuales
Bolivia
- Boliviana de Aviación (2)[4]

 Canadá
- Voyageur Airways (8)[5]
- Pivot Airlines (1)[6]

 China
- Jiangsu Jet (5)[7]

 Dinamarca
- Global Reach Aviation (1)[8]

 España
- Air Nostrum (7)[9]

 Estados Unidos
- SkyWest Airlines (203)[10]
- Air Wisconsin (63)[11]
- SkyWest Charter (7)[12]
- United Nations (7)[13]
- Endeavor Air (6)[14]
- Elite Airways (5)[15]
- Contour Aviation (4)[16]
- IFL Group (4)[17]
- Cirrus Aviation (1)[18]
- Pinnacle Partners (1)[19]

 Georgia
- Georgian Airways (1)[20]

 Honduras
- Aerolíneas Sosa (1)

 India
- Jet Lite

 Irak
- Fly Baghdad (1)[21]
- Al Haya Airlines (1)[22]

 Irán
- Pars Air (3)[23]

 Kazajistán
- SCAT Airlines (7)[24]
- Comlux KZ (1)[25]
- Berkut State Air Company (1)

 Kenia
- Fly540 (3)[26]
- African Express Airways (1)[27]

 Lituania
- KlasJet (1)[28]

 Mongolia
- MIAT Mongolian Airlines (1)[29]

 Macedonia del Norte
- MAT Macedonian Airlines

 Malta
- Air X Charter (7)[30]
- Blue Square Aviation Group Malta (2)[31]
- Hyperion Aviation (1)[32]

 México
- Aeronaves TSM (16)[33]
- TUM AeroCarga (5)[34]

 Nepal
- Shree Airlines (2)[35]
- Saurya Airlines (1)[36]

 Paraguay
- Paranair (3)[37]

 República Dominicana
- Air Century (3)[38]

 Rusia
- Rusline (14)
- Severstal Air Company (5)[39]
- Yamal Airlines (3)[40]
- IrAero (1)[41]

 Suecia
- West Air Sweden (2)[42]

 Sudáfrica
- CEM Air (6)[43]
- South African Express (7)

 Sudán
- Nova Airways (2)

 Uganda
- Air Uganda

 Venezuela
- Aerotuy
- Costa Airlines

 Yemen
- Felix Airways (2)[44]

 Zambia
- Proflight Zambia (3)[45]

### Antiguos Operadores

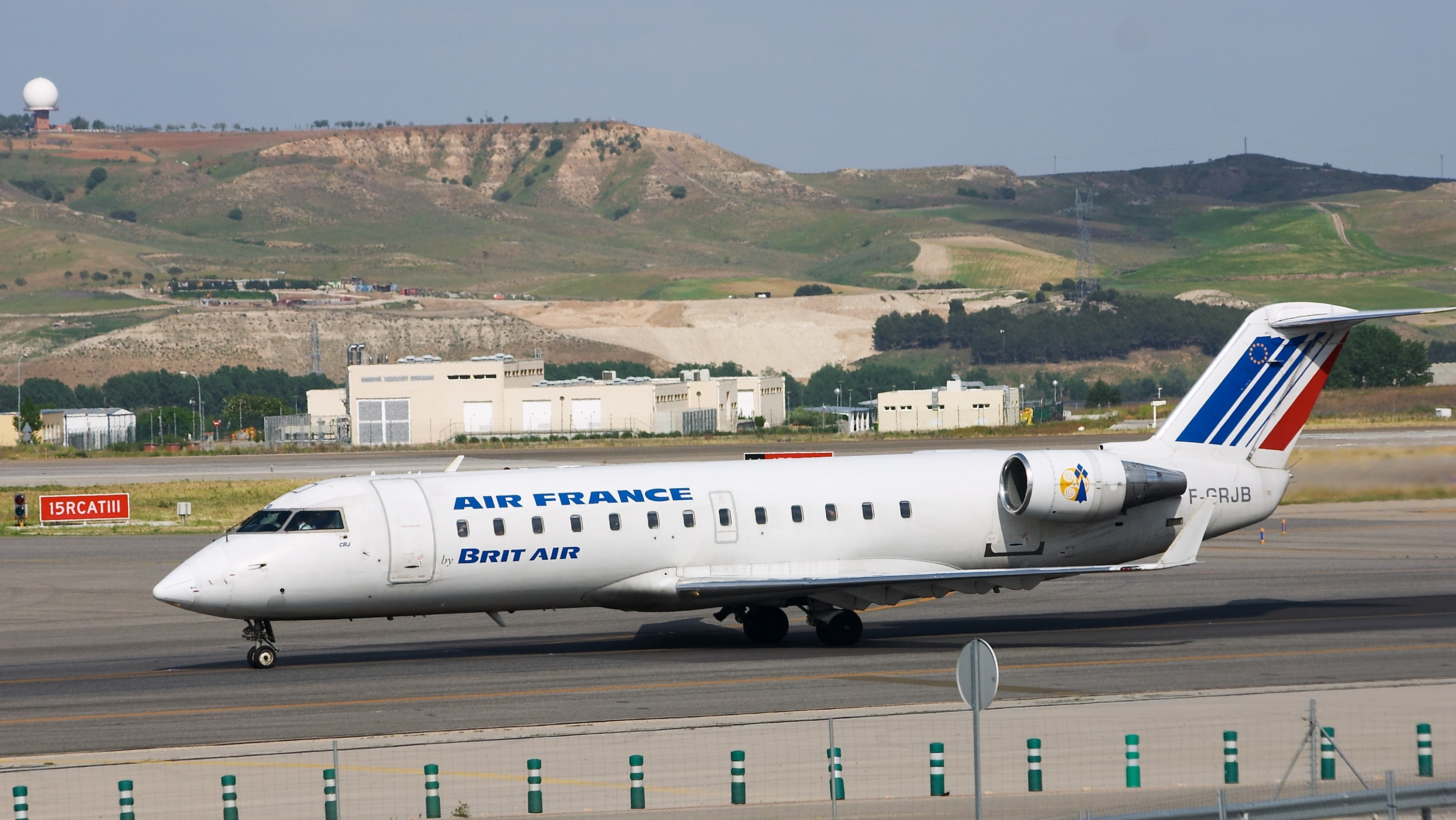
CRJ100ER de Brit Air.

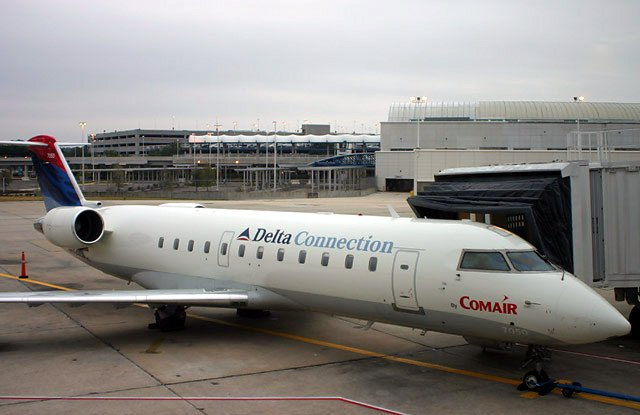
CRJ100ER de Comair.

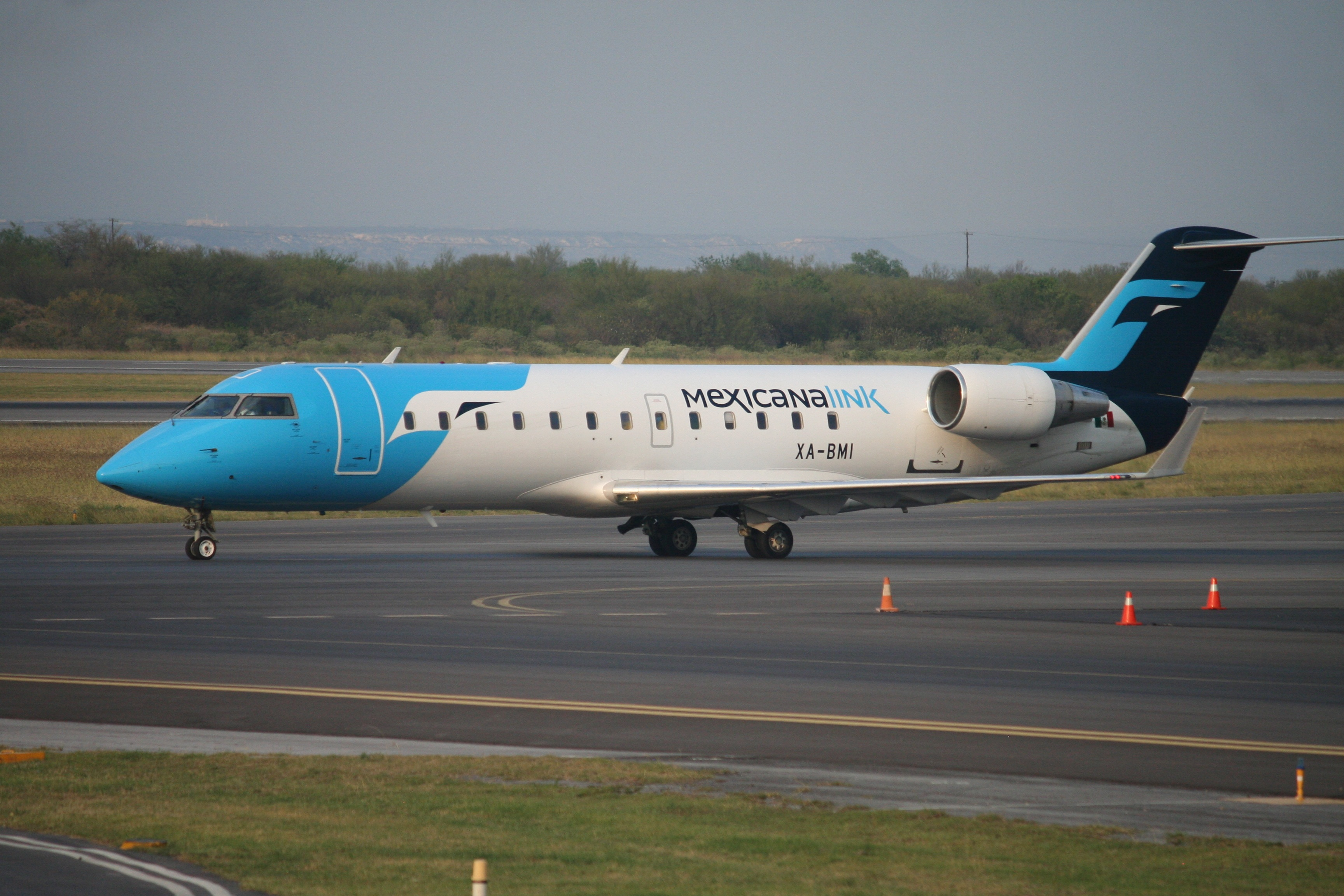
CRJ-200 de Mexicana Link

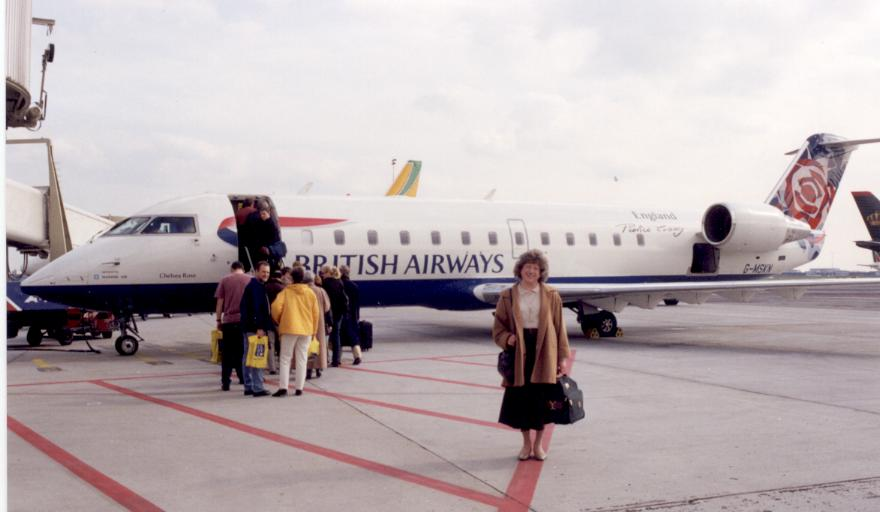
Pasajeros embarcando en un CRJ100 de Maersk Air en el aeropuerto Schiphol.

#### África
Botsuana
- Air Botswana (1)[46]

 Kenia
- Silverstone Air Service (1)[47]
- Skyward Express (1)[48]

 Mozambique
- Moçambique Expresso (1)[49]

 Nigeria
- Arik Air (3)[50]

 Ruanda
- RwandAir (3)[51]

#### Asia
Birmania
- FMI Air (3)[52]

 Corea del Sur
- Air Pohang (2)[53]

 China
- Shandong Airlines (12)[54]
- Sparkle Roll Jet (SR Jet) (9)[55]
- China Eastern Airlines (5)[56]
- Shanghai Airlines (5)[57]
- China Express Airlines (5)[58]
- Apex Air (4)[59]

 Hong Kong
- Hong Kong Airlines (2)[60]

 Japón
- J-Air (9)[61]
- Ibex Airlines (4)[62]

 Rusia
- Utair (15)[63]

#### América
Argentina
- Southern Winds (9)[64]
- Sol líneas aéreas (3)[65]
- Flyest (2)[66]

 Aruba
- Aruba Airlines (2)[67]

 Bolivia
- Amaszonas (9)[68]

 Canadá
- Air Canada Jazz (58)[69]
- Air Canada (26)[70]
- Air Georgian (19)[71]
- Avionco (18)[72]
- R1 Airlines (1)[73]

 Estados Unidos
- Pinnacle Airlines (144)[74]
- ExpressJet Airlines (114)[75]
- Mesa Airlines (63)[76]
- Express Airlines I (36)[77]
- PSA Airlines (35)[78]
- Chautauqua Airlines (24)[79]
- Mesaba Airlines (21)[80]
- Boston Enterprises LLC (2)[81]
- Compass Airlines (1)[82]
- Comair como Delta Connection

 México
- ALMA de México (19)[83]
- Aeromar (3)[84]
- Estafeta Carga Aérea (2)[85]

 Perú
- Star Perú (2)[86]

 Uruguay
- Amaszonas Uruguay (2)[87]

 Venezuela
- Costa Airlines (1)

#### Europa
Alemania
- Lufthansa CityLine (48)[88]
- Eurowings (23)[89]
- ProAir Aviation (2)[90]
- DC Aviation (1)[91]

 Austria
- Tyrolean Airways (19)
- Avcon Jet (1)[92]

 Bielorrusia
- Belavia (5)[93]

 Dinamarca
- Copenhagen Airtaxi (2)[94]
- Cimber Air
- Maersk Air (British Airways Regional)

 Eslovenia
- Adria Airways (9)[95]

 España
- Binter Canarias (8)[96]

 Estonia
- Airest (1)

 Francia
- Air Littoral (32)
- Air France Hop (8)[97]

 Italia
- Air Dolomiti (5)[98]

 Lituania
- Charter Jets (3)[99]

 Luxemburgo
- Global Jet Luxembourg (1)[100]

 Rusia
- Air Volga (6)[101]
- Sirius-Aero (2)[102]

 Suecia
- Scandinavian Airlines System (7)[103]

 Turquía
- Atlasjet

## Accidentes e incidentes
- El 16 de diciembre de 1997, el vuelo 646 de Air Canada con un Bombardier Canadair CRJ-100 se estrelló durante una frustrada en el Aeropuerto Greater Fredericton en Fredericton, Nuevo Brunswick. No se notificó ninguna muerte.
- El 22 de junio de 2003, un Brit Air en el vuelo 5672 de Nantes a Brest se estrelló a 4,1 km de aterrizar y 0,5 km a la izquierda de la pista cuando intentaba aterrizar en el aeropuerto de Brest. El comandante de la aeronave fue la única pérdida personal.
- El 14 de octubre de 2004, el vuelo 3701, un CRJ-200 operado por Pinnacle Airlines, se estrelló durante un vuelo posicional de Little Rock, Arkansas a Mineápolis. Los dos pilotos elevaron el avión hasta su techo de vuelo de 41 000 pies con una tasa de ascenso más elevada que la del límite del avión y los motores. Esto propició que los motores comenzasen a arder y probablemente se colapsasen. El avión no tenía ningún pasajero a bordo. El avión se estrelló quince minutos más tarde, en busca de un aeropuerto de aterrizaje. Ambos pilotos murieron.
- El 21 de noviembre de 2004, un CRJ-200LR que operaba como el vuelo 5210 de China Eastern Airlines se estrelló poco después de despegar, matando a las 53 personas a bordo así como a dos personas en tierra.
- El 27 de agosto de 2006, un CRJ-100ER operado por la aerolínea regional Comair (vuelo 5191) y comercializado como vuelo de Delta Connection, se estrelló durante un despegue desde una pista incorrecta en el aeropuerto Blue Grass en Lexington, Kentucky. Hubo 49 muertos, con el copiloto como único superviviente.
- El 20 de mayo de 2007, a un CRJ-100 con matrícula C-FRIL, operado por Air Canada Jazz, que había partido de Moncton, Nuevo Brunswick, se le replegó el tren de aterrizaje en el Aeropuerto Internacional de Toronto-Pearson mientras viraba de la pista a la calle de rodadura. No hubo heridos.[104] El avión quedó destruido y fue borrado del Registro de Aviones Canadienses el 18 de julio de 2007.[105]
- El 13 de febrero de 2008, un CRJ-100LR operado por Belavia (vuelo 1834) se estrelló e incendió durante el despegue en el Aeropuerto Internacional Zvartnots en Ereván, Armenia. Muchos pasajeros se quemaron, y cuatro tuvieron que ser hospitalizados. No hubo ninguna muerte.
- El 29 de enero de 2013, un CRJ-200 que operaba como el vuelo 760 de SCAT Airlines se estrelló a 5 km (3,1 millas) del aeropuerto internacional de Almaty, cerca del pueblo de Kyzyltu, Kazajistán, mientras intentaba aterrizar con mal tiempo. Murieron los 16 pasajeros y los 5 tripulantes.
- El 8 de enero de 2016, otro CRJ-200 operando el vuelo 294 de West Air Sweden se estrelló durante el trayecto entre Sólo y Tromsø, Noruega, matando a las 2 personas a bordo. Una falla en una de las unidades de referencia inercial produjo lecturas de actitud erróneas en una de las pantallas de vuelo.

## Especificaciones
| Variante                                                         | CRJ100 ER/LR                                      | CRJ200 ER/LR                                      |
| ---------------------------------------------------------------- | ------------------------------------------------- | ------------------------------------------------- |
| Tripulantes                                                      | 3 (2 pilotos + tripulante de cabina de pasajeros) | 3 (2 pilotos + tripulante de cabina de pasajeros) |
| Capacidad                                                        | 50                                                | 50                                                |
| Longitud Envergadura Altura                                      | 27,77 m 21,21 m 6,22 m                            | 27,77 m 21,21 m 6,22 m                            |
| Motores (2x) Empuje en despegue (2x) Empuje en aproximación (2x) | GE CF34-3A1 38,83 kN 41,01 kN                     | GE CF34-3B1 38,83 kN 41,01 kN                     |
| Peso Máximo Sin Combustible (ZFW)                                | 19 958 kg                                         | 19 958 kg                                         |
| Máximo de carga útil                                             | 6124 kg                                           | 6124 kg                                           |
| Peso Máximo de Despegue                                          | 24 091 kg                                         | 24 091 kg                                         |
| Alcance máximo                                                   | ER: 3000 km (1620 nmi) LR: 3710 km (2003 nmi)     | ER: 3045 km (1644 nmi) LR: 3713 km (2004 nmi)     |
| Velocidad de crucero                                             | Mach 0.78 [503 mph, 437 nudos]                    | Mach 0.78 [503 mph, 437 nudos]                    |
| Techo de vuelo                                                   | 12 496 m (41 000 ft)                              | 12 496 m (41 000 ft)                              |
| Pedidos                                                          | 1054                                              | 1054                                              |
| Fecha de certificación                                           | desconocido                                       | julio de 1992                                     |

CRJ200:
Dimensiones:
Superficie de ala (neta) 	48,35 m²
Diámetro máximo de fuselaje 	2,69 m

### Desarrollos relacionados
- Bombardier Challenger 600
- Bombardier CRJ700/900/1000

### Aeronaves similares
- Familia Embraer ERJ 145
- Fairchild-Dornier 328JET

### Listas relacionadas
- Anexo:Aviones de línea regionales